# 洛口仓之战
洛口仓之战，617年（隋炀帝大业十三年），瓦岗军首领翟让、李密率兵攻取隋朝粮仓洛口仓（今河南巩县东北）的作战。
投奔瓦岗军的李密认为东都洛阳空虚，士兵缺乏训练，没有战斗力，留守东都的隋炀帝之孙越王杨侗年幼无知，属官政令不统一，士民离心离德。段达、元文都这类隋朝将佐，昏聩无谋，控制不住局势。617年二月，李密建议翟让乘虚攻打东都。同时，他还派亲信裴叔方侦察城内的实况。留守官员发觉后，加强守备措施，并且飞快向江都隋炀帝报告。李密、翟让率领精兵七千人，出阳城（今河南登封县东南），越过方山，从罗口（今巩县东南）袭击洛口仓，一举取得成功。打开粮仓，任饥民百姓随意去拿，连老人孩子都尽力背粮，几十里道路上一个接一个。瓦岗军占领洛口仓，开仓济贫，发动了穷苦百姓参加瓦岗军。瓦岗军切断了东都洛阳重要的粮食供应越地，占领了战略要地，取得了主动。